# 언리얼 (비디오 게임 시리즈)
언리얼(Unreal)은 에픽 게임스가 개발한 1인칭 슈팅 비디오 게임 시리즈이다. 이 시리즈는 언리얼 엔진을 사용하여 게임을 지원한다.

## 게임
| 연도      | 엔진        | 타이틀                                                         | 플랫폼 | 플랫폼 | 플랫폼 | 플랫폼 | 플랫폼 | 플랫폼   | 플랫폼 | 플랫폼 |
| --------- | ----------- | -------------------------------------------------------------- | ------ | ------ | ------ | ------ | ------ | -------- | ------ | ------ |
| 연도      | 엔진        | 타이틀                                                         | 윈도우 | 맥'    | 리눅스 | DC     | PS2    | 엑스박스 | PS3    | X360   |
| 1998      | 언리얼 엔진 | 언리얼                                                         | 예     | 예     | 아니요 | 아니요 | 아니요 | 아니요   | 아니요 | 아니요 |
| 1999      | 언리얼 엔진 | 언리얼 토너먼트                                                | 예     | 예     | 예     | 예     | 예     | 아니요   | 아니요 | 아니요 |
| 2002      | 언리얼 엔진 | 언리얼 챔피언십                                                | 아니요 | 아니요 | 아니요 | 아니요 | 아니요 | 예       | 아니요 | 아니요 |
| 2002      | 언리얼 엔진 | 언리얼 토너먼트 2003                                           | 예     | 예     | 예     | 아니요 | 아니요 | 아니요   | 아니요 | 아니요 |
| 2003      | 언리얼 엔진 | 언리얼 2(Unreal II: The Awakening)                             | 예     | 아니요 | 아니요 | 아니요 | 아니요 | 예       | 아니요 | 아니요 |
| 2004      | 언리얼 엔진 | 언리얼 토너먼트 2004                                           | 예     | 예     | 예     | 아니요 | 아니요 | 아니요   | 아니요 | 아니요 |
| 2005      | 언리얼 엔진 | 언리얼 챔피언십 2(Unreal Championship 2: The Liandri Conflict) | 아니요 | 아니요 | 아니요 | 아니요 | 아니요 | 예       | 아니요 | 아니요 |
| 2007      | 언리얼 엔진 | 언리얼 토너먼트 3                                              | 예     | 아니요 | 아니요 | 아니요 | 아니요 | 아니요   | 예     | 예     |
| 발표 예정 | 언리얼 엔진 | 언리얼 토너먼트                                                | 예     | 예     | 예     | 아니요 | 아니요 | 아니요   | 아니요 | 아니요 |